# Metrica di Kerr-Schild
In relatività generale, la metrica di Kerr-Schild è una metrica, soluzione delle equazioni di Einstein, scrivibile nella forma:
{\displaystyle \displaystyle g_{\mu \nu }=\eta _{\mu \nu }-2S(x^{\rho })k_{\mu }k_{\nu }}
in cui {\displaystyle \displaystyle S(x^{\rho })} è una funzione scalare delle coordinate, {\displaystyle \displaystyle \eta _{\mu \nu }} è la metrica piatta di Minkowski, e {\displaystyle k_{\mu }} è un quadrivettore di tipo luce nullo rispetto a entrambe le metriche {\displaystyle \displaystyle \eta _{\mu \nu }{\mbox{ e }}g_{\mu \nu }}.
Tale classe di soluzioni fu proposta da Roy Kerr e Alfred Schild nel 1965.
Si noti come la metrica di Kerr-Newman può essere messa in questa forma come segue:
{\displaystyle ds^{2}=dx^{2}+dy^{2}+dz^{2}-dt^{2}+{\frac {2MGr^{3}-Q^{2}r^{2}}{r^{4}+a^{2}z^{2}}}\left[dt+{\frac {z}{r}}dz+{\frac {r}{r^{2}+a^{2}}}\left(xdx+ydy\right)-{\frac {a}{r^{2}+a^{2}}}\left(xdy-ydx\right)\right]^{2}}
Poiché le soluzioni di Schwarzschild, di Reissner-Nordström, e di Kerr possono essere ottenute da quella di Kerr-Newman, come casi particolari, risultano anch'esse metriche di Kerr-Schild.